# Toom Markt

Logo von toom Markt

toom Markt [sprich: tʰoːm] war eine SB-Warenhaus-Kette der Vertriebslinie toom, die seit 1989 vollständig zur Rewe Markt GmbH mit Sitz in Köln gehörte. Bis Ende 2014 wurden alle toom-Verbrauchermärkte in Rewe Center umbenannt. Die toom-Baumärkte sind von der Umflaggung nicht betroffen.

## Geschichte

Früheres Logo von toom-Markt

Der Name toom wurde Ende der 1960er von einer Frankfurter Werbeagentur erfunden. Die Farbgebung im Corporate Design unterschied sich nach Bereichen: Baumärkte hatten eine braun-gelbe, Supermärkte eine rot-orange und Getränkemärkte eine dunkelblau-hellblaue Farbgebung. Verwendet wurde die Schriftart Gill Sans.
Der erste toom-Markt wurde am 9. Juni 1970 in Friedrichsdorf von dem Unternehmer Willi Leibbrand eröffnet. 1974 beteiligte sich die Rewe-Zentrale mit 50 % an der Leibbrand-Gruppe (HL, Penny, toom). Als Rewe-Handelsgesellschaft Leibbrand OHG mit Sitz in Bad Homburg wurde die bundesweite Expansion des 1961 gegründeten Filialunternehmens mit HL- und Minimal-Supermärkten, Penny-Discountmärkten, toom-SB-Warenhäusern und Idea-Drogerie-Märkten fortgeführt. 
Im Jahre 2005 wurden die Globus-SB-Warenhäuser von der Gruppe Kaiser + Kellermann übernommen und bis Ende 2007 in toom-Märkte umbenannt oder geschlossen. Die Globus-Getränkemärkte wurden in toom-Getränkemärkte umfirmiert.

## Umfirmierung in Rewe

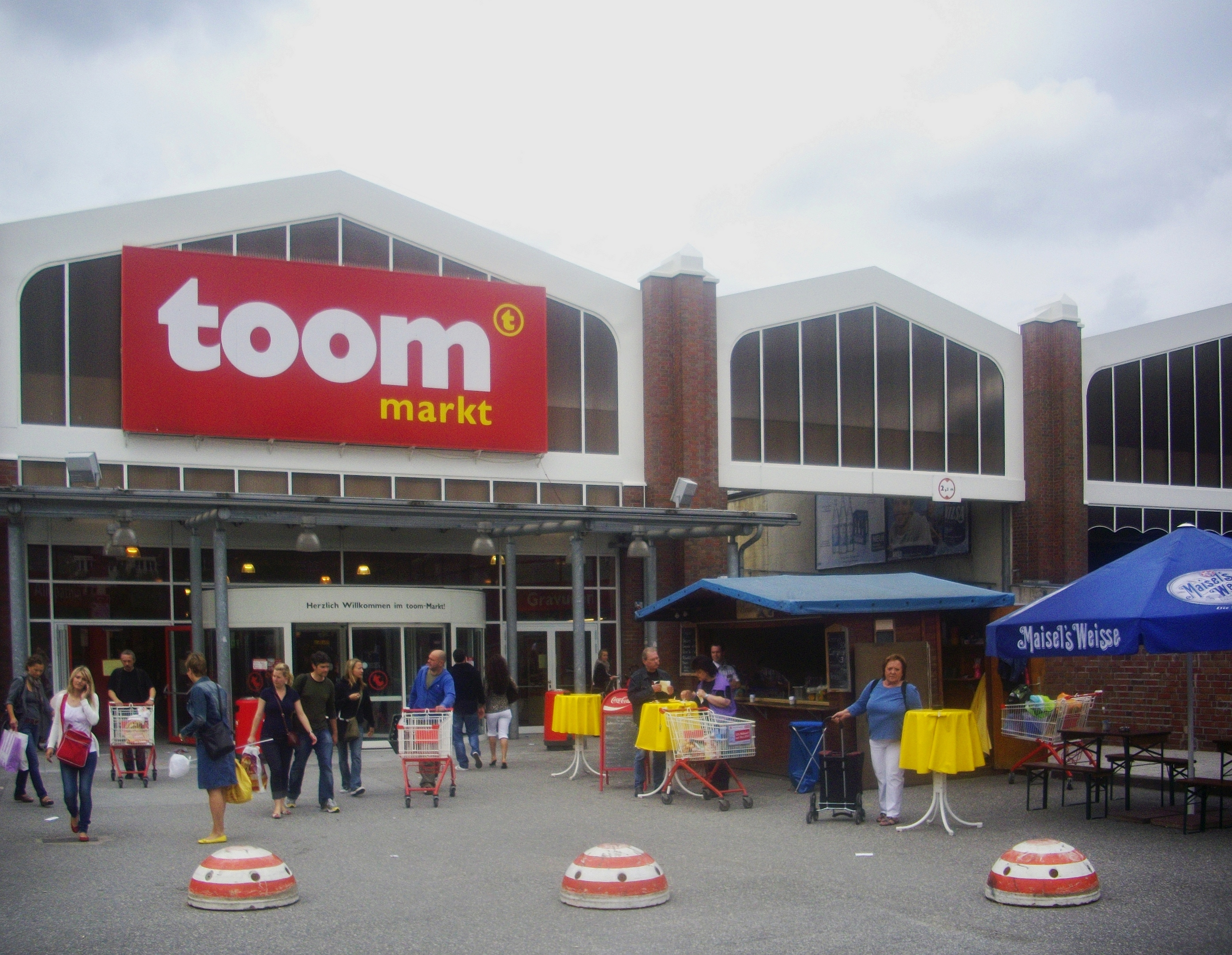
Der toom Markt in Hamburg-Altona, heute REWE Center

Mitte der 2000er Jahre wurde die Zukunft der toom-SB-Warenhäuser in ihrer damaligen Form wegen der Konkurrenz des Internets im Non-Food-Bereich und gesteigerter Kosten im Mobilitätsbereich kritisch gesehen. Kleinere toom-SB-Warenhäuser bis zu einer Größe von 4000 m² wurden daher bis 2010 in Rewe Center umgewandelt. Übrig blieben 55 SB-Warenhäuser mit einer Gesamtverkaufsfläche von über 326.000 m², in denen monatlich rund 3,7 Millionen Kunden einkauften. Dabei erzielte toom jährlich einen Umsatz von 1,4 Milliarden Euro. toom beschäftigte etwa 7550 Mitarbeiter und bot etwa 45.000 verschiedene Artikel an. Über die ehemaligen SB-Warenhäuser und ebenfalls ehemaligen 56 toom-Getränkemärkte hinaus führt toom in Deutschland 360 toom-Baumärkte.
Alle verbliebenen Lebensmittelmärkte der Marke toom wurden bis April 2014 in Rewe Center oder Kaufpark umbenannt. Am 2. April 2019 wurde die bis dahin bestehende Toom Verbrauchermarkt GmbH auf die Rewe Markt GmbH übertragen. Der Name besteht als Marktbezeichnung für das Rewe Center in Herne weiter, auch der wöchentliche Prospekt erscheint unter der Vertriebslinie toom Markt. Bis zum 4. Dezember 2021 bestand ein weiterer Standort in Dorsten, bis dieser ersatzlos schloss.